# Ermal Krasniqi
Ermal Krasniqi (n. 7 septembrie 1998, Mališevo, Republica Serbia, Iugoslavia) este un fotbalist kosovar, care joacă pe post de extremă la Sparta Praga în Gambrinus Liga. Pe plan internațional, are prezențe la națională pentru Kosovo U21⁠(d) și Kosovo.

## Cariera de club

### Începuturi
Krasniqi și-a început cariera în 2016 la vârsta de 18 ani cu Feronikeli unde, după un an, a fost transferat la clubul din orașul natal, Malisheva, alături de care a reușit să ocupe locul trei în liga a II-a din Kosovo. După performanțe bune cu Malisheva în vara anului 2018, a fost transferat în Superliga Kosovo la clubul Llapi, dar din cauza lipsei de minute a fost forțat să se transfere la o altă echipă din Superliga Kosovo, Ferizaj, în ianuarie 2019, unde a reușit să joace în zece meciuri și să marcheze șase goluri, ajutând echipa să rămână în mijlocul clasamentului.

### Ballkani
La 7 august 2019, Krasniqi a semnat un contract pe doi ani cu clubul Ballkani. După un prim sezon în care a marcat 3 goluri în 8 apariții, Krasniqi s-a impus în echipă și a devenit un titular regulat, reușind 8 goluri în 31 de apariții în sezonul 2020-2021 și 16 goluri în 34 de apariții în sezonul 2021-2022. A jucat în calificările pentru Liga Campionilor 2022-2023 și apoi în faza grupelor Conference League 2022-2023. Până în ianuarie 2023, Krasniqi a reușit 11 goluri în 30 de apariții pentru Ballkani în toate competițiile.

### CFR Cluj
În Conference League 2022-2023, Ballkani și CFR Cluj au evoluat în aceeași grupă, întâlnindu-se de două ori. Krasniqi a evoluat 84 de minute în meciul tur din Kosovo, încheiat 1-1. Jucătorul l-a impresionat pe Dan Petrescu, antrenorul lui CFR Cluj, iar pe 10 ianuarie 2023, Krasniqi a semnat un contract pe trei ani și jumătate cu clubul românesc și a primit numărul 7 pe tricou. CFR Cluj a plătit o sumă de transfer de 200 de mii de euro. Debutul său a venit treisprezece zile mai târziu împotriva lui Farul Constanța, după ce a fost numit în formația de start. A reușit să marcheze primul gol al echipei sale, precum și o pasă de gol la al treilea gol în timpul unei victorii cu 3-0 în deplasare.

## Cariera internațională
La 29 august 2020, Krasniqi a primit o convocare la selecționata sub-21 Kosovo pentru meciul de calificare la Campionatul European UEFA Sub-21 din 2021 împotriva Angliei Sub-21, și a debutat după ce a intrat ca înlocuitor în minutul 57 în locul lui Valmir Veliu.
La 11 noiembrie 2022, Krasniqi a primit o convocare la Echipa națională de fotbal a Republicii Kosovo pentru meciurile amicale cu Armenia și Insulele Feroe. Debutul său pentru Kosovo a avut loc opt zile mai târziu într-un meci amical împotriva Insulelor Feroe, după ce a fost numit în formația de start. După debut, au existat indicii că și-ar fi schimbat loialitatea către Albania, dar pe 19 iunie 2023, Krasniqi și-a făcut debutul competitiv cu Kosovo în meciul de calificare la UEFA Euro 2024 împotriva Belarusului, după ce a intrat ca înlocuitor în minutul 25 în locul accidentatului Leart Paqarada.